# Masonia edwardsella
Masonia edwardsella är en fjärilsart som beskrevs av Tutt 1900. Masonia edwardsella ingår i släktet Masonia och familjen säckspinnare. Inga underarter finns listade i Catalogue of Life.